# Lista över fornlämningar i Aneby kommun
Lista över fornlämningar i Aneby kommun är en förteckning av ett urval av de fornlämningar som finns i Aneby kommun.

## Askeryd
| Namn          | Lämningstyp                 | Tillkomsttid | Historisk indelning | Plats | Läge                 | ID-nr          | Bild                                 |
| ------------- | --------------------------- | ------------ | ------------------- | ----- | -------------------- | -------------- | ------------------------------------ |
| Askeryd 4:1   | Stenkrets                   |              | Askeryd, Småland    |       | 57.887784, 15.009172 | 10056300040001 | Ladda upp en bild av detta fornminne |
| Askeryd 4:2   | Stenkrets                   |              | Askeryd, Småland    |       | 57.887869, 15.009285 | 10056300040002 | Ladda upp en bild av detta fornminne |
| Askeryd 4:3   | Stenkrets                   |              | Askeryd, Småland    |       | 57.887889, 15.009197 | 10056300040003 | Ladda upp en bild av detta fornminne |
| Askeryd 15:1  | Stensättning                |              | Askeryd, Småland    |       | 57.870981, 14.991463 | 10056300150001 | Ladda upp en bild av detta fornminne |
| Askeryd 43:1  | Hög                         |              | Askeryd, Småland    |       | 57.749669, 14.990910 | 10056300430001 | Ladda upp en bild av detta fornminne |
| Askeryd 45:1  | Röse                        |              | Askeryd, Småland    |       | 57.789088, 15.020065 | 10056300450001 | Ladda upp en bild av detta fornminne |
| Askeryd 45:2  | Röse                        |              | Askeryd, Småland    |       | 57.788984, 15.020065 | 10056300450002 | Ladda upp en bild av detta fornminne |
| Askeryd 45:3  | Stensättning                |              | Askeryd, Småland    |       | 57.788650, 15.020301 | 10056300450003 | Ladda upp en bild av detta fornminne |
| Askeryd 47:1  | Hög                         |              | Askeryd, Småland    |       | 57.787842, 15.001305 | 10056300470001 | Ladda upp en bild av detta fornminne |
| Askeryd 47:2  | Stensättning                |              | Askeryd, Småland    |       | 57.787826, 15.001207 | 10056300470002 | Ladda upp en bild av detta fornminne |
| Askeryd 47:3  | Stensättning                |              | Askeryd, Småland    |       | 57.787891, 15.001174 | 10056300470003 | Ladda upp en bild av detta fornminne |
| Askeryd 47:5  | Stensättning                |              | Askeryd, Småland    |       | 57.787779, 15.000941 | 10056300470005 | Ladda upp en bild av detta fornminne |
| Askeryd 48:1  | Röse                        |              | Askeryd, Småland    |       | 57.788145, 15.004352 | 10056300480001 | Ladda upp en bild av detta fornminne |
| Askeryd 49:1  | Gravfält                    |              | Askeryd, Småland    |       | 57.784841, 15.002838 | 10056300490001 | Ladda upp en bild av detta fornminne |
| Askeryd 50:1  | Gravfält                    |              | Askeryd, Småland    |       | 57.786203, 15.002953 | 10056300500001 | Ladda upp en bild av detta fornminne |
| Askeryd 54:1  | Gravfält                    |              | Askeryd, Småland    |       | 57.799513, 14.977188 | 10056300540001 | Ladda upp en bild av detta fornminne |
| Askeryd 57:1  | Borg                        |              | Askeryd, Småland    |       | 57.803949, 15.003331 | 10056300570001 | Ladda upp en bild av detta fornminne |
| Askeryd 59:1  | Stensättning                |              | Askeryd, Småland    |       | 57.809379, 15.003874 | 10056300590001 | Ladda upp en bild av detta fornminne |
| Askeryd 59:2  | Stensättning                |              | Askeryd, Småland    |       | 57.809141, 15.004363 | 10056300590002 | Ladda upp en bild av detta fornminne |
| Askeryd 65:1  | Röse                        |              | Askeryd, Småland    |       | 57.797674, 15.024328 | 10056300650001 | Ladda upp en bild av detta fornminne |
| Askeryd 67:1  | Stensättning                |              | Askeryd, Småland    |       | 57.804750, 15.014213 | 10056300670001 | Ladda upp en bild av detta fornminne |
| Askeryd 82:1  | Röse                        |              | Askeryd, Småland    |       | 57.836440, 15.018732 | 10056300820001 | Ladda upp en bild av detta fornminne |
| Askeryd 84:1  | Röse                        |              | Askeryd, Småland    |       | 57.853202, 15.019015 | 10056300840001 | Ladda upp en bild av detta fornminne |
| Askeryd 122:1 | Stensättning                |              | Askeryd, Småland    |       | 57.756241, 15.024237 | 10056301220001 | Ladda upp en bild av detta fornminne |
| Askeryd 145:1 | Stensättning                |              | Askeryd, Småland    |       | 57.792477, 15.031948 | 10056301450001 | Ladda upp en bild av detta fornminne |
| Askeryd 146:1 | Röse                        |              | Askeryd, Småland    |       | 57.801941, 14.975439 | 10056301460001 | Ladda upp en bild av detta fornminne |
| Askeryd 156:1 | Hög                         |              | Askeryd, Småland    |       | 57.787316, 15.001425 | 10056301560001 | Ladda upp en bild av detta fornminne |
| Askeryd 165:1 | Hög                         |              | Askeryd, Småland    |       | 57.824318, 14.934568 | 10056301650001 | Ladda upp en bild av detta fornminne |
| Askeryd 165:2 | Hög                         |              | Askeryd, Småland    |       | 57.824394, 14.935216 | 10056301650002 | Ladda upp en bild av detta fornminne |
| Askeryd 185:1 | Stenkammargrav              |              | Askeryd, Småland    |       | 57.830884, 14.992481 | 10056301850001 | Ladda upp en bild av detta fornminne |
| Askeryd 257   | Stensättning                |              | Askeryd, Småland    |       | 57.790963, 14.970414 | 12000000048641 | Ladda upp en bild av detta fornminne |
| Askeryd 295   | Stensättning                |              | Askeryd, Småland    |       | 57.778869, 14.972722 | 12000000051399 | Ladda upp en bild av detta fornminne |
| Askeryd 374   | Grav markerad av sten/block |              | Askeryd, Småland    |       | 57.763473, 14.985230 | 12000000072312 | Ladda upp en bild av detta fornminne |

## Bredestad
| Namn           | Lämningstyp                 | Tillkomsttid | Historisk indelning | Plats | Läge                 | ID-nr          | Bild                                 |
| -------------- | --------------------------- | ------------ | ------------------- | ----- | -------------------- | -------------- | ------------------------------------ |
| Bredestad 3:1  | Stenkrets                   |              | Bredestad, Småland  |       | 57.805738, 14.840598 | 10057400030001 | Ladda upp en bild av detta fornminne |
| Bredestad 4:1  | Minnesmärke                 |              | Bredestad, Småland  |       | 57.850906, 14.901821 | 10057400040001 | Ladda upp en bild av detta fornminne |
| Bredestad 5:1  | Röse                        |              | Bredestad, Småland  |       | 57.851302, 14.897166 | 10057400050001 | Ladda upp en bild av detta fornminne |
| Bredestad 6:1  | Gravfält                    |              | Bredestad, Småland  |       | 57.846108, 14.893371 | 10057400060001 | Ladda upp en bild av detta fornminne |
| Bredestad 7:1  | Gravfält                    |              | Bredestad, Småland  |       | 57.822061, 14.857979 | 10057400070001 | Ladda upp en bild av detta fornminne |
| Bredestad 10:1 | Grav markerad av sten/block |              | Bredestad, Småland  |       | 57.821089, 14.844365 | 10057400100001 | Ladda upp en bild av detta fornminne |
| Bredestad 10:3 | Grav markerad av sten/block |              | Bredestad, Småland  |       | 57.821103, 14.844630 | 10057400100003 | Ladda upp en bild av detta fornminne |
| Bredestad 11:1 | Runristning                 |              | Bredestad, Småland  |       | 57.816766, 14.855486 | 10057400110001 | Ladda upp en bild av detta fornminne |
| Bredestad 13:1 | Stensättning                |              | Bredestad, Småland  |       | 57.824916, 14.878073 | 10057400130001 | Ladda upp en bild av detta fornminne |
| Bredestad 17:1 | Stensättning                |              | Bredestad, Småland  |       | 57.817697, 14.863653 | 10057400170001 | Ladda upp en bild av detta fornminne |
| Bredestad 18:1 | Grav markerad av sten/block |              | Bredestad, Småland  |       | 57.821758, 14.843615 | 10057400180001 | Ladda upp en bild av detta fornminne |
| Bredestad 18:2 | Grav markerad av sten/block |              | Bredestad, Småland  |       | 57.821378, 14.843403 | 10057400180002 | Ladda upp en bild av detta fornminne |
| Bredestad 19:1 | Gravfält                    |              | Bredestad, Småland  |       | 57.829704, 14.819708 | 10057400190001 | Ladda upp en bild av detta fornminne |
| Bredestad 20:1 | Röse                        |              | Bredestad, Småland  |       | 57.822421, 14.817878 | 10057400200001 | Ladda upp en bild av detta fornminne |
| Bredestad 21:1 | Gravfält                    |              | Bredestad, Småland  |       | 57.817559, 14.821138 | 10057400210001 | Ladda upp en bild av detta fornminne |
| Bredestad 26:1 | Gravfält                    |              | Bredestad, Småland  |       | 57.821762, 14.863444 | 10057400260001 | Ladda upp en bild av detta fornminne |
| Bredestad 31:1 | Stensättning                |              | Bredestad, Småland  |       | 57.808785, 14.825010 | 10057400310001 | Ladda upp en bild av detta fornminne |
| Bredestad 32:1 | Stensättning                |              | Bredestad, Småland  |       | 57.809968, 14.824951 | 10057400320001 | Ladda upp en bild av detta fornminne |
| Bredestad 37:1 | Stenkrets                   |              | Bredestad, Småland  |       | 57.810537, 14.828649 | 10057400370001 | Ladda upp en bild av detta fornminne |
| Bredestad 37:2 | Stenkrets                   |              | Bredestad, Småland  |       | 57.810613, 14.828422 | 10057400370002 | Ladda upp en bild av detta fornminne |
| Bredestad 39:1 | Stensättning                |              | Bredestad, Småland  |       | 57.818618, 14.859959 | 10057400390001 | Ladda upp en bild av detta fornminne |
| Bredestad 39:2 | Stenkrets                   |              | Bredestad, Småland  |       | 57.818355, 14.859931 | 10057400390002 | Ladda upp en bild av detta fornminne |
| Bredestad 52:2 | Stensättning                |              | Bredestad, Småland  |       | 57.818763, 14.858922 | 10057400520002 | Ladda upp en bild av detta fornminne |
| Bredestad 52:3 | Stensättning                |              | Bredestad, Småland  |       | 57.818549, 14.858909 | 10057400520003 | Ladda upp en bild av detta fornminne |
| Bredestad 53:1 | Stensättning                |              | Bredestad, Småland  |       | 57.816917, 14.860370 | 10057400530001 | Ladda upp en bild av detta fornminne |
| Bredestad 133  | Röse                        |              | Bredestad, Småland  |       | 57.828608, 14.929005 | 12000000044828 | Ladda upp en bild av detta fornminne |
| Bredestad 156  | Grav markerad av sten/block |              | Bredestad, Småland  |       | 57.852589, 14.896891 | 12000000072352 | Ladda upp en bild av detta fornminne |
| Bredestad 172  | Stensättning                |              | Bredestad, Småland  |       | 57.827457, 14.870470 | 12000000082108 | Ladda upp en bild av detta fornminne |
| Bredestad 173  | Stensättning                |              | Bredestad, Småland  |       | 57.825752, 14.871495 | 12000000082109 | Ladda upp en bild av detta fornminne |
| Bredestad 174  | Stensättning                |              | Bredestad, Småland  |       | 57.825642, 14.871119 | 12000000082110 | Ladda upp en bild av detta fornminne |

## Bälaryd
| Namn                      | Lämningstyp                 | Tillkomsttid | Historisk indelning | Plats | Läge                 | ID-nr          | Bild                                 |
| ------------------------- | --------------------------- | ------------ | ------------------- | ----- | -------------------- | -------------- | ------------------------------------ |
| Bälaryd 1:1               | Grav markerad av sten/block |              | Bälaryd, Småland    |       | 57.808138, 14.728780 | 10058100010001 | Ladda upp en bild av detta fornminne |
| Bälaryd 2:1               | Röse                        |              | Bälaryd, Småland    |       | 57.808704, 14.727785 | 10058100020001 | Ladda upp en bild av detta fornminne |
| Bälaryd 2:2               | Stensättning                |              | Bälaryd, Småland    |       | 57.808827, 14.727748 | 10058100020002 | Ladda upp en bild av detta fornminne |
| Bälaryd 2:3               | Stensättning                |              | Bälaryd, Småland    |       | 57.808710, 14.727388 | 10058100020003 | Ladda upp en bild av detta fornminne |
| Bälaryd 2:4               | Stenkrets                   |              | Bälaryd, Småland    |       | 57.808599, 14.727741 | 10058100020004 | Ladda upp en bild av detta fornminne |
| Bälaryd 3:1               | Stenkrets                   |              | Bälaryd, Småland    |       | 57.802251, 14.742232 | 10058100030001 | Ladda upp en bild av detta fornminne |
| Bälaryd 4:1               | Gravfält                    |              | Bälaryd, Småland    |       | 57.805577, 14.731719 | 10058100040001 | Ladda upp en bild av detta fornminne |
| Bälaryd 7:1               | Stensättning                |              | Bälaryd, Småland    |       | 57.805617, 14.723027 | 10058100070001 | Ladda upp en bild av detta fornminne |
| Bälaryd 7:2               | Stenkrets                   |              | Bälaryd, Småland    |       | 57.805881, 14.723386 | 10058100070002 | Ladda upp en bild av detta fornminne |
| Bälaryd 7:3               | Röse                        |              | Bälaryd, Småland    |       | 57.806027, 14.723718 | 10058100070003 | Ladda upp en bild av detta fornminne |
| Bälaryd 7:4               | Stenkrets                   |              | Bälaryd, Småland    |       | 57.805978, 14.723353 | 10058100070004 | Ladda upp en bild av detta fornminne |
| Bälaryd 7:5               | Stenkrets                   |              | Bälaryd, Småland    |       | 57.805897, 14.723645 | 10058100070005 | Ladda upp en bild av detta fornminne |
| Bälaryd 8:1               | Stenkrets                   |              | Bälaryd, Småland    |       | 57.780844, 14.685943 | 10058100080001 | Ladda upp en bild av detta fornminne |
| Bälaryd 8:2               | Grav markerad av sten/block |              | Bälaryd, Småland    |       | 57.780772, 14.685861 | 10058100080002 | Ladda upp en bild av detta fornminne |
| Bälaryd 10:1              | Stensättning                |              | Bälaryd, Småland    |       | 57.784931, 14.640748 | 10058100100001 | Ladda upp en bild av detta fornminne |
| Drakaröret (Bälaryd 13:1) | Röse                        |              | Bälaryd, Småland    |       | 57.833319, 14.719261 | 10058100130001 | Ladda upp en bild av detta fornminne |
| Bälaryd 18:1              | Röse                        |              | Bälaryd, Småland    |       | 57.812068, 14.805694 | 10058100180001 | Ladda upp en bild av detta fornminne |
| Bälaryd 18:2              | Stensättning                |              | Bälaryd, Småland    |       | 57.812215, 14.805457 | 10058100180002 | Ladda upp en bild av detta fornminne |
| Bälaryd 18:3              | Stensättning                |              | Bälaryd, Småland    |       | 57.812258, 14.805681 | 10058100180003 | Ladda upp en bild av detta fornminne |
| Bälaryd 19:1              | Hög                         |              | Bälaryd, Småland    |       | 57.813078, 14.796978 | 10058100190001 | Ladda upp en bild av detta fornminne |
| Bälaryd 20:1              | Hög                         |              | Bälaryd, Småland    |       | 57.817375, 14.785390 | 10058100200001 | Ladda upp en bild av detta fornminne |
| Bälaryd 20:2              | Hög                         |              | Bälaryd, Småland    |       | 57.817468, 14.785530 | 10058100200002 | Ladda upp en bild av detta fornminne |
| Bälaryd 22:1              | Hög                         |              | Bälaryd, Småland    |       | 57.819011, 14.790090 | 10058100220001 | Ladda upp en bild av detta fornminne |
| Bälaryd 23:1              | Röse                        |              | Bälaryd, Småland    |       | 57.828531, 14.787033 | 10058100230001 | Ladda upp en bild av detta fornminne |
| Bälaryd 24:1              | Gravfält                    |              | Bälaryd, Småland    |       | 57.820706, 14.786940 | 10058100240001 | Ladda upp en bild av detta fornminne |
| Bälaryd 25:1              | Gravfält                    |              | Bälaryd, Småland    |       | 57.821882, 14.787032 | 10058100250001 | Ladda upp en bild av detta fornminne |
| Bälaryd 26:1              | Stensättning                |              | Bälaryd, Småland    |       | 57.815133, 14.776669 | 10058100260001 | Ladda upp en bild av detta fornminne |
| Bälaryd 27:1              | Röse                        |              | Bälaryd, Småland    |       | 57.812740, 14.764807 | 10058100270001 | Ladda upp en bild av detta fornminne |
| Bälaryd 27:2              | Stenkrets                   |              | Bälaryd, Småland    |       | 57.812645, 14.764932 | 10058100270002 | Ladda upp en bild av detta fornminne |
| Bälaryd 27:3              | Gravfält                    |              | Bälaryd, Småland    |       | 57.812741, 14.764937 | 10058100270003 | Ladda upp en bild av detta fornminne |
| Bälaryd 28:1              | Gravfält                    |              | Bälaryd, Småland    |       | 57.832606, 14.787386 | 10058100280001 | Ladda upp en bild av detta fornminne |
| Bälaryd 29:1              | Röse                        |              | Bälaryd, Småland    |       | 57.827710, 14.787369 | 10058100290001 | Ladda upp en bild av detta fornminne |
| Bälaryd 30:1              | Hög                         |              | Bälaryd, Småland    |       | 57.817114, 14.738766 | 10058100300001 | Ladda upp en bild av detta fornminne |
| Bälaryd 30:2              | Stensättning                |              | Bälaryd, Småland    |       | 57.817074, 14.738877 | 10058100300002 | Ladda upp en bild av detta fornminne |
| Bälaryd 31:1              | Gravfält                    |              | Bälaryd, Småland    |       | 57.817837, 14.739187 | 10058100310001 | Ladda upp en bild av detta fornminne |
| Bälaryd 32:1              | Hög                         |              | Bälaryd, Småland    |       | 57.819809, 14.741511 | 10058100320001 | Ladda upp en bild av detta fornminne |
| Bälaryd 32:2              | Hög                         |              | Bälaryd, Småland    |       | 57.819904, 14.741474 | 10058100320002 | Ladda upp en bild av detta fornminne |
| Bälaryd 33:1              | Röse                        |              | Bälaryd, Småland    |       | 57.819721, 14.735127 | 10058100330001 | Ladda upp en bild av detta fornminne |
| Bälaryd 35:1              | Röse                        |              | Bälaryd, Småland    |       | 57.814306, 14.731062 | 10058100350001 | Ladda upp en bild av detta fornminne |
| Bälaryd 37:1              | Stensättning                |              | Bälaryd, Småland    |       | 57.833223, 14.786224 | 10058100370001 | Ladda upp en bild av detta fornminne |
| Bälaryd 38:1              | Röse                        |              | Bälaryd, Småland    |       | 57.824573, 14.710478 | 10058100380001 | Ladda upp en bild av detta fornminne |
| Bälaryd 38:2              | Stensättning                |              | Bälaryd, Småland    |       | 57.824385, 14.710958 | 10058100380002 | Ladda upp en bild av detta fornminne |
| Bälaryd 39:1              | Röse                        |              | Bälaryd, Småland    |       | 57.819376, 14.706331 | 10058100390001 | Ladda upp en bild av detta fornminne |
| Bälaryd 40:1              | Gravfält                    |              | Bälaryd, Småland    |       | 57.819320, 14.705466 | 10058100400001 | Ladda upp en bild av detta fornminne |
| Bälaryd 41:1              | Röse                        |              | Bälaryd, Småland    |       | 57.816385, 14.707596 | 10058100410001 | Ladda upp en bild av detta fornminne |
| Bälaryd 41:2              | Grav markerad av sten/block |              | Bälaryd, Småland    |       | 57.816385, 14.707596 | 10058100410002 | Ladda upp en bild av detta fornminne |
| Bälaryd 42:1              | Röse                        |              | Bälaryd, Småland    |       | 57.825615, 14.669759 | 10058100420001 | Ladda upp en bild av detta fornminne |
| Bälaryd 43:1              | Stensättning                |              | Bälaryd, Småland    |       | 57.821672, 14.627238 | 10058100430001 | Ladda upp en bild av detta fornminne |
| Bälaryd 43:2              | Stensättning                |              | Bälaryd, Småland    |       | 57.821680, 14.627416 | 10058100430002 | Ladda upp en bild av detta fornminne |
| Bälaryd 43:3              | Stenkrets                   |              | Bälaryd, Småland    |       | 57.821674, 14.627591 | 10058100430003 | Ladda upp en bild av detta fornminne |
| Bälaryd 43:4              | Stenkrets                   |              | Bälaryd, Småland    |       | 57.821673, 14.627591 | 10058100430004 | Ladda upp en bild av detta fornminne |
| Bälaryd 44:1              | Röse                        |              | Bälaryd, Småland    |       | 57.818647, 14.627097 | 10058100440001 | Ladda upp en bild av detta fornminne |
| Bälaryd 44:2              | Röse                        |              | Bälaryd, Småland    |       | 57.818611, 14.626696 | 10058100440002 | Ladda upp en bild av detta fornminne |
| Bälaryd 44:3              | Röse                        |              | Bälaryd, Småland    |       | 57.818730, 14.626477 | 10058100440003 | Ladda upp en bild av detta fornminne |
| Bälaryd 44:4              | Grav markerad av sten/block |              | Bälaryd, Småland    |       | 57.818616, 14.626378 | 10058100440004 | Ladda upp en bild av detta fornminne |
| Bälaryd 45:1              | Stensättning                |              | Bälaryd, Småland    |       | 57.817942, 14.626281 | 10058100450001 | Ladda upp en bild av detta fornminne |
| Bälaryd 46:1              | Gravfält                    |              | Bälaryd, Småland    |       | 57.809198, 14.735431 | 10058100460001 | Ladda upp en bild av detta fornminne |
| Bälaryd 46:2              | Grav markerad av sten/block |              | Bälaryd, Småland    |       | 57.809770, 14.734940 | 10058100460002 | Ladda upp en bild av detta fornminne |
| Bälaryd 47:1              | Stenkrets                   |              | Bälaryd, Småland    |       | 57.818472, 14.787299 | 10058100470001 | Ladda upp en bild av detta fornminne |
| Bälaryd 49:1              | Stensättning                |              | Bälaryd, Småland    |       | 57.824111, 14.742420 | 10058100490001 | Ladda upp en bild av detta fornminne |
| Bälaryd 49:2              | Stensättning                |              | Bälaryd, Småland    |       | 57.824110, 14.742208 | 10058100490002 | Ladda upp en bild av detta fornminne |
| Bälaryd 49:3              | Stensättning                |              | Bälaryd, Småland    |       | 57.824097, 14.742013 | 10058100490003 | Ladda upp en bild av detta fornminne |
| Bälaryd 55:1              | Röse                        |              | Bälaryd, Småland    |       | 57.826384, 14.794785 | 10058100550001 | Ladda upp en bild av detta fornminne |
| Bälaryd 57:1              | Stensättning                |              | Bälaryd, Småland    |       | 57.818546, 14.736666 | 10058100570001 | Ladda upp en bild av detta fornminne |
| Bälaryd 57:2              | Stensättning                |              | Bälaryd, Småland    |       | 57.818822, 14.736830 | 10058100570002 | Ladda upp en bild av detta fornminne |
| Bälaryd 64:1              | Stensättning                |              | Bälaryd, Småland    |       | 57.820475, 14.627321 | 10058100640001 | Ladda upp en bild av detta fornminne |
| Bälaryd 64:2              | Röse                        |              | Bälaryd, Småland    |       | 57.820480, 14.627087 | 10058100640002 | Ladda upp en bild av detta fornminne |
| Bälaryd 64:5              | Stensättning                |              | Bälaryd, Småland    |       | 57.820453, 14.627616 | 10058100640005 | Ladda upp en bild av detta fornminne |
| Bälaryd 71:1              | Röse                        |              | Bälaryd, Småland    |       | 57.825009, 14.628106 | 10058100710001 | Ladda upp en bild av detta fornminne |
| Bälaryd 94:1              | Röse                        |              | Bälaryd, Småland    |       | 57.786889, 14.631934 | 10058100940001 | Ladda upp en bild av detta fornminne |
| Bälaryd 100:1             | Stensättning                |              | Bälaryd, Småland    |       | 57.793937, 14.630233 | 10058101000001 | Ladda upp en bild av detta fornminne |
| Bälaryd 100:2             | Grav markerad av sten/block |              | Bälaryd, Småland    |       | 57.793975, 14.630606 | 10058101000002 | Ladda upp en bild av detta fornminne |
| Bälaryd 100:3             | Stensättning                |              | Bälaryd, Småland    |       | 57.793969, 14.630876 | 10058101000003 | Ladda upp en bild av detta fornminne |
| Bälaryd 101:1             | Stensättning                |              | Bälaryd, Småland    |       | 57.794285, 14.629683 | 10058101010001 | Ladda upp en bild av detta fornminne |
| Bälaryd 112:1             | Stensättning                |              | Bälaryd, Småland    |       | 57.817134, 14.774590 | 10058101120001 | Ladda upp en bild av detta fornminne |
| Bälaryd 112:2             | Stensättning                |              | Bälaryd, Småland    |       | 57.817125, 14.774966 | 10058101120002 | Ladda upp en bild av detta fornminne |
| Bälaryd 123:1             | Stensättning                |              | Bälaryd, Småland    |       | 57.801792, 14.720016 | 10058101230001 | Ladda upp en bild av detta fornminne |
| Bälaryd 131:1             | Stensättning                |              | Bälaryd, Småland    |       | 57.818146, 14.741935 | 10058101310001 | Ladda upp en bild av detta fornminne |
| Bälaryd 131:2             | Stensättning                |              | Bälaryd, Småland    |       | 57.817831, 14.741944 | 10058101310002 | Ladda upp en bild av detta fornminne |
| Bälaryd 131:3             | Stensättning                |              | Bälaryd, Småland    |       | 57.817856, 14.742140 | 10058101310003 | Ladda upp en bild av detta fornminne |
| Bälaryd 203               | Stenkrets                   |              | Bälaryd, Småland    |       | 57.827683, 14.787296 | 12000000039008 | Ladda upp en bild av detta fornminne |
| Bälaryd 205               | Stensättning                |              | Bälaryd, Småland    |       | 57.827658, 14.787381 | 12000000039010 | Ladda upp en bild av detta fornminne |

## Frinnaryd
| Namn           | Lämningstyp    | Tillkomsttid | Historisk indelning | Plats | Läge                 | ID-nr          | Bild                                 |
| -------------- | -------------- | ------------ | ------------------- | ----- | -------------------- | -------------- | ------------------------------------ |
| Frinnaryd 8:1  | Gravfält       |              | Frinnaryd, Småland  |       | 57.925758, 14.855857 | 10059000080001 | Ladda upp en bild av detta fornminne |
| Frinnaryd 9:1  | Gravfält       |              | Frinnaryd, Småland  |       | 57.907648, 14.835915 | 10059000090001 | Ladda upp en bild av detta fornminne |
| Frinnaryd 16:1 | Gravfält       |              | Frinnaryd, Småland  |       | 57.926074, 14.826300 | 10059000160001 | Ladda upp en bild av detta fornminne |
| Frinnaryd 17:1 | Stenkrets      |              | Frinnaryd, Småland  |       | 57.931074, 14.821306 | 10059000170001 | Ladda upp en bild av detta fornminne |
| Frinnaryd 17:2 | Stenkrets      |              | Frinnaryd, Småland  |       | 57.931117, 14.821108 | 10059000170002 | Ladda upp en bild av detta fornminne |
| Frinnaryd 18:1 | Röse           |              | Frinnaryd, Småland  |       | 57.931189, 14.821939 | 10059000180001 | Ladda upp en bild av detta fornminne |
| Frinnaryd 19:1 | Stenkammargrav |              | Frinnaryd, Småland  |       | 57.924416, 14.820427 | 10059000190001 | Ladda upp en bild av detta fornminne |
| Frinnaryd 20:1 | Stensättning   |              | Frinnaryd, Småland  |       | 57.938305, 14.828520 | 10059000200001 | Ladda upp en bild av detta fornminne |
| Frinnaryd 21:1 | Röse           |              | Frinnaryd, Småland  |       | 57.941742, 14.827023 | 10059000210001 | Ladda upp en bild av detta fornminne |
| Frinnaryd 33:1 | Stensättning   |              | Frinnaryd, Småland  |       | 57.938448, 14.825386 | 10059000330001 | Ladda upp en bild av detta fornminne |
| Frinnaryd 34:1 | Stensättning   |              | Frinnaryd, Småland  |       | 57.920970, 14.827071 | 10059000340001 | Ladda upp en bild av detta fornminne |

## Haurida
| Namn         | Lämningstyp                 | Tillkomsttid | Historisk indelning | Plats | Läge                 | ID-nr          | Bild                                 |
| ------------ | --------------------------- | ------------ | ------------------- | ----- | -------------------- | -------------- | ------------------------------------ |
| Haurida 5:1  | Stensättning                |              | Haurida, Småland    |       | 57.904452, 14.556053 | 10060000050001 | Ladda upp en bild av detta fornminne |
| Haurida 5:2  | Röse                        |              | Haurida, Småland    |       | 57.904267, 14.556594 | 10060000050002 | Ladda upp en bild av detta fornminne |
| Haurida 6:1  | Stensättning                |              | Haurida, Småland    |       | 57.901077, 14.555316 | 10060000060001 | Ladda upp en bild av detta fornminne |
| Haurida 7:1  | Stensättning                |              | Haurida, Småland    |       | 57.901570, 14.555598 | 10060000070001 | Ladda upp en bild av detta fornminne |
| Haurida 10:1 | Stensättning                |              | Haurida, Småland    |       | 57.902435, 14.559064 | 10060000100001 | Ladda upp en bild av detta fornminne |
| Haurida 17:1 | Stensättning                |              | Haurida, Småland    |       | 57.890089, 14.581090 | 10060000170001 | Ladda upp en bild av detta fornminne |
| Haurida 18:1 | Stensättning                |              | Haurida, Småland    |       | 57.888239, 14.578722 | 10060000180001 | Ladda upp en bild av detta fornminne |
| Haurida 19:1 | Stensättning                |              | Haurida, Småland    |       | 57.888062, 14.577442 | 10060000190001 | Ladda upp en bild av detta fornminne |
| Haurida 30:1 | Gravfält                    |              | Haurida, Småland    |       | 57.888340, 14.518014 | 10060000300001 | Ladda upp en bild av detta fornminne |
| Haurida 31:1 | Stenkrets                   |              | Haurida, Småland    |       | 57.889926, 14.505383 | 10060000310001 | Ladda upp en bild av detta fornminne |
| Haurida 32:1 | Stensättning                |              | Haurida, Småland    |       | 57.884955, 14.512894 | 10060000320001 | Ladda upp en bild av detta fornminne |
| Haurida 32:2 | Stensättning                |              | Haurida, Småland    |       | 57.885098, 14.512578 | 10060000320002 | Ladda upp en bild av detta fornminne |
| Haurida 32:3 | Stensättning                |              | Haurida, Småland    |       | 57.884877, 14.511929 | 10060000320003 | Ladda upp en bild av detta fornminne |
| Haurida 32:4 | Stensättning                |              | Haurida, Småland    |       | 57.884983, 14.511834 | 10060000320004 | Ladda upp en bild av detta fornminne |
| Haurida 39:1 | Röse                        |              | Haurida, Småland    |       | 57.886371, 14.524502 | 10060000390001 | Ladda upp en bild av detta fornminne |
| Haurida 41:1 | Röse                        |              | Haurida, Småland    |       | 57.887110, 14.523626 | 10060000410001 | Ladda upp en bild av detta fornminne |
| Haurida 41:2 | Röse                        |              | Haurida, Småland    |       | 57.887008, 14.523714 | 10060000410002 | Ladda upp en bild av detta fornminne |
| Haurida 41:3 | Röse                        |              | Haurida, Småland    |       | 57.886848, 14.523673 | 10060000410003 | Ladda upp en bild av detta fornminne |
| Haurida 41:4 | Röse                        |              | Haurida, Småland    |       | 57.886590, 14.523443 | 10060000410004 | Ladda upp en bild av detta fornminne |
| Haurida 43:1 | Stenkrets                   |              | Haurida, Småland    |       | 57.886119, 14.515706 | 10060000430001 | Ladda upp en bild av detta fornminne |
| Haurida 46:1 | Gravfält                    |              | Haurida, Småland    |       | 57.875195, 14.549818 | 10060000460001 | Ladda upp en bild av detta fornminne |
| Haurida 48:1 | Röse                        |              | Haurida, Småland    |       | 57.879057, 14.557556 | 10060000480001 | Ladda upp en bild av detta fornminne |
| Haurida 49:1 | Röse                        |              | Haurida, Småland    |       | 57.876820, 14.551800 | 10060000490001 | Ladda upp en bild av detta fornminne |
| Haurida 49:2 | Stensättning                |              | Haurida, Småland    |       | 57.876885, 14.552033 | 10060000490002 | Ladda upp en bild av detta fornminne |
| Haurida 53:1 | Stensättning                |              | Haurida, Småland    |       | 57.867143, 14.532403 | 10060000530001 | Ladda upp en bild av detta fornminne |
| Haurida 53:2 | Grav markerad av sten/block |              | Haurida, Småland    |       | 57.867088, 14.532229 | 10060000530002 | Ladda upp en bild av detta fornminne |
| Haurida 53:3 | Stensättning                |              | Haurida, Småland    |       | 57.867074, 14.532406 | 10060000530003 | Ladda upp en bild av detta fornminne |
| Haurida 54:1 | Röse                        |              | Haurida, Småland    |       | 57.864833, 14.531513 | 10060000540001 | Ladda upp en bild av detta fornminne |
| Haurida 54:2 | Röse                        |              | Haurida, Småland    |       | 57.864830, 14.531729 | 10060000540002 | Ladda upp en bild av detta fornminne |
| Haurida 56:1 | Gravfält                    |              | Haurida, Småland    |       | 57.867600, 14.529085 | 10060000560001 | Ladda upp en bild av detta fornminne |
| Haurida 57:1 | Stenkrets                   |              | Haurida, Småland    |       | 57.867776, 14.528047 | 10060000570001 | Ladda upp en bild av detta fornminne |
| Haurida 57:2 | Stensättning                |              | Haurida, Småland    |       | 57.867726, 14.528298 | 10060000570002 | Ladda upp en bild av detta fornminne |
| Haurida 75:1 | Stensättning                |              | Haurida, Småland    |       | 57.890306, 14.527505 | 10060000750001 | Ladda upp en bild av detta fornminne |

## Lommaryd
| Namn                          | Lämningstyp                 | Tillkomsttid | Historisk indelning | Plats | Läge                 | ID-nr          | Bild                                      |
| ----------------------------- | --------------------------- | ------------ | ------------------- | ----- | -------------------- | -------------- | ----------------------------------------- |
| Lommaryd 4:1                  | Gravfält                    |              | Lommaryd, Småland   |       | 57.920676, 14.691039 | 10062700040001 | Ladda upp en bild av detta fornminne      |
| Lommaryd 8:1                  | Stensättning                |              | Lommaryd, Småland   |       | 57.939596, 14.800421 | 10062700080001 | Ladda upp en bild av detta fornminne      |
| Lommaryd 16:1                 | Gravfält                    |              | Lommaryd, Småland   |       | 57.907249, 14.800665 | 10062700160001 | Ladda upp en bild av detta fornminne      |
| Lommaryd 17:1                 | Hög                         |              | Lommaryd, Småland   |       | 57.904734, 14.800706 | 10062700170001 | Ladda upp en bild av detta fornminne      |
| Lommaryd 20:1                 | Gravfält                    |              | Lommaryd, Småland   |       | 57.892056, 14.800220 | 10062700200001 | Ladda upp en bild av detta fornminne      |
| Lommaryd 21:1                 | Stenkammargrav              |              | Lommaryd, Småland   |       | 57.894296, 14.798168 | 10062700210001 | Ladda upp en bild av detta fornminne      |
| Lommaryd 22:1                 | Stensättning                |              | Lommaryd, Småland   |       | 57.884497, 14.797664 | 10062700220001 | Ladda upp en bild av detta fornminne      |
| Lommaryd 23:1                 | Stenkammargrav              |              | Lommaryd, Småland   |       | 57.884200, 14.800547 | 10062700230001 | Ladda upp en bild av detta fornminne      |
| Lommaryd 23:2                 | Röse                        |              | Lommaryd, Småland   |       | 57.883719, 14.800628 | 10062700230002 | Ladda upp en bild av detta fornminne      |
| Lommaryd 23:3                 | Stensättning                |              | Lommaryd, Småland   |       | 57.883283, 14.800583 | 10062700230003 | Ladda upp en bild av detta fornminne      |
| Lommaryd 24:1                 | Gravfält                    |              | Lommaryd, Småland   |       | 57.868678, 14.807330 | 10062700240001 | Ladda upp en bild av detta fornminne      |
| Lommaryd 25:1                 | Stenkammargrav              |              | Lommaryd, Småland   |       | 57.861337, 14.799884 | 10062700250001 | Ladda upp en bild av detta fornminne      |
| Lommaryd 26:1                 | Stenkammargrav              |              | Lommaryd, Småland   |       | 57.860083, 14.799751 | 10062700260001 | Ladda upp en bild av detta fornminne      |
| Lommaryd 27:1                 | Röse                        |              | Lommaryd, Småland   |       | 57.862154, 14.798230 | 10062700270001 | Ladda upp en bild av detta fornminne      |
| Lommaryd 28:1                 | Fornborg                    |              | Lommaryd, Småland   |       | 57.946349, 14.728702 | 10062700280001 | Ladda upp en bild av detta fornminne      |
| Lommaryd 30:1                 | Gravfält                    |              | Lommaryd, Småland   |       | 57.915497, 14.724121 | 10062700300001 | Ladda upp en till bild av detta fornminne |
| Lommaryd 31:1                 | Stensättning                |              | Lommaryd, Småland   |       | 57.909840, 14.738072 | 10062700310001 | Ladda upp en bild av detta fornminne      |
| Lommaryd 35:1                 | Gravfält                    |              | Lommaryd, Småland   |       | 57.921833, 14.791382 | 10062700350001 | Ladda upp en bild av detta fornminne      |
| Lommaryd 36:1                 | Röse                        |              | Lommaryd, Småland   |       | 57.919837, 14.789301 | 10062700360001 | Ladda upp en bild av detta fornminne      |
| Lommaryd 36:2                 | Stensättning                |              | Lommaryd, Småland   |       | 57.919520, 14.789310 | 10062700360002 | Ladda upp en bild av detta fornminne      |
| Lommaryd 36:3                 | Stensättning                |              | Lommaryd, Småland   |       | 57.919691, 14.789290 | 10062700360003 | Ladda upp en bild av detta fornminne      |
| Lommaryd 37:1                 | Hög                         |              | Lommaryd, Småland   |       | 57.875124, 14.807489 | 10062700370001 | Ladda upp en bild av detta fornminne      |
| Lommaryd 40:1                 | Gravfält                    |              | Lommaryd, Småland   |       | 57.886899, 14.758885 | 10062700400001 | Ladda upp en bild av detta fornminne      |
| Lommaryd 41:1                 | Hög                         |              | Lommaryd, Småland   |       | 57.886532, 14.752163 | 10062700410001 | Ladda upp en bild av detta fornminne      |
| Lommaryd 42:1                 | Gravfält                    |              | Lommaryd, Småland   |       | 57.883110, 14.769335 | 10062700420001 | Ladda upp en bild av detta fornminne      |
| Lommaryd 43:1                 | Stenkrets                   |              | Lommaryd, Småland   |       | 57.888791, 14.781746 | 10062700430001 | Ladda upp en bild av detta fornminne      |
| Lommaryd 44:1                 | Hög                         |              | Lommaryd, Småland   |       | 57.884675, 14.783787 | 10062700440001 | Ladda upp en bild av detta fornminne      |
| Lommaryd 44:2                 | Hög                         |              | Lommaryd, Småland   |       | 57.885105, 14.783699 | 10062700440002 | Ladda upp en bild av detta fornminne      |
| Lommaryd 45:1                 | Gravfält                    |              | Lommaryd, Småland   |       | 57.881293, 14.783369 | 10062700450001 | Ladda upp en bild av detta fornminne      |
| Lommaryd 47:1                 | Gravfält                    |              | Lommaryd, Småland   |       | 57.882591, 14.789806 | 10062700470001 | Ladda upp en bild av detta fornminne      |
| Lommaryd 48:1                 | Hög                         |              | Lommaryd, Småland   |       | 57.882011, 14.789360 | 10062700480001 | Ladda upp en bild av detta fornminne      |
| Lommaryd 50:1                 | Stensättning                |              | Lommaryd, Småland   |       | 57.886524, 14.790293 | 10062700500001 | Ladda upp en bild av detta fornminne      |
| Lommaryd 52:1                 | Hög                         |              | Lommaryd, Småland   |       | 57.877895, 14.750267 | 10062700520001 | Ladda upp en bild av detta fornminne      |
| Lommaryd 53:1                 | Hög                         |              | Lommaryd, Småland   |       | 57.889319, 14.748521 | 10062700530001 | Ladda upp en bild av detta fornminne      |
| Lommaryd 54:1                 | Gravfält                    |              | Lommaryd, Småland   |       | 57.891988, 14.748291 | 10062700540001 | Ladda upp en bild av detta fornminne      |
| Lommaryd 55:1                 | Gravfält                    |              | Lommaryd, Småland   |       | 57.886516, 14.746309 | 10062700550001 | Ladda upp en bild av detta fornminne      |
| Lommaryd 56:1                 | Gravfält                    |              | Lommaryd, Småland   |       | 57.886439, 14.751316 | 10062700560001 | Ladda upp en bild av detta fornminne      |
| Lommaryd 57:1                 | Röse                        |              | Lommaryd, Småland   |       | 57.880199, 14.715717 | 10062700570001 | Ladda upp en bild av detta fornminne      |
| Lommaryd 58:1                 | Röse                        |              | Lommaryd, Småland   |       | 57.878380, 14.735643 | 10062700580001 | Ladda upp en bild av detta fornminne      |
| Lommaryd 59:1                 | Gravfält                    |              | Lommaryd, Småland   |       | 57.895800, 14.730886 | 10062700590001 | Ladda upp en bild av detta fornminne      |
| Lommaryd 60:1                 | Gravfält                    |              | Lommaryd, Småland   |       | 57.859250, 14.780938 | 10062700600001 | Ladda upp en bild av detta fornminne      |
| Brudastenarna (Lommaryd 61:1) | Gravfält                    |              | Lommaryd, Småland   |       | 57.861741, 14.778871 | 10062700610001 | Ladda upp en bild av detta fornminne      |
| Lommaryd 62:1                 | Stensättning                |              | Lommaryd, Småland   |       | 57.863119, 14.758573 | 10062700620001 | Ladda upp en bild av detta fornminne      |
| Lommaryd 63:1                 | Röse                        |              | Lommaryd, Småland   |       | 57.858284, 14.760525 | 10062700630001 | Ladda upp en bild av detta fornminne      |
| Lommaryd 64:1                 | Röse                        |              | Lommaryd, Småland   |       | 57.857677, 14.790338 | 10062700640001 | Ladda upp en bild av detta fornminne      |
| Lommaryd 66:1                 | Stensättning                |              | Lommaryd, Småland   |       | 57.866523, 14.787389 | 10062700660001 | Ladda upp en bild av detta fornminne      |
| Lommaryd 66:2                 | Stensättning                |              | Lommaryd, Småland   |       | 57.866375, 14.787464 | 10062700660002 | Ladda upp en bild av detta fornminne      |
| Lommaryd 67:1                 | Gravfält                    |              | Lommaryd, Småland   |       | 57.873282, 14.783746 | 10062700670001 | Ladda upp en bild av detta fornminne      |
| Lommaryd 68:1                 | Begravningsplats            |              | Lommaryd, Småland   |       | 57.865561, 14.762873 | 10062700680001 | Ladda upp en bild av detta fornminne      |
| Lommaryd 69:1                 | Gravfält                    |              | Lommaryd, Småland   |       | 57.867685, 14.759837 | 10062700690001 | Ladda upp en bild av detta fornminne      |
| Lommaryd 70:1                 | Stensättning                |              | Lommaryd, Småland   |       | 57.872409, 14.762743 | 10062700700001 | Ladda upp en bild av detta fornminne      |
| Lommaryd 71:1                 | Gravfält                    |              | Lommaryd, Småland   |       | 57.864614, 14.754402 | 10062700710001 | Ladda upp en bild av detta fornminne      |
| Lommaryd 72:1                 | Röse                        |              | Lommaryd, Småland   |       | 57.863011, 14.752259 | 10062700720001 | Ladda upp en bild av detta fornminne      |
| Lommaryd 74:1                 | Röse                        |              | Lommaryd, Småland   |       | 57.871554, 14.730915 | 10062700740001 | Ladda upp en bild av detta fornminne      |
| Lommaryd 75:1                 | Stenkrets                   |              | Lommaryd, Småland   |       | 57.871089, 14.731406 | 10062700750001 | Ladda upp en bild av detta fornminne      |
| Lommaryd 75:2                 | Stenkrets                   |              | Lommaryd, Småland   |       | 57.870996, 14.731241 | 10062700750002 | Ladda upp en bild av detta fornminne      |
| Lommaryd 76:1                 | Röse                        |              | Lommaryd, Småland   |       | 57.862053, 14.750875 | 10062700760001 | Ladda upp en bild av detta fornminne      |
| Lommaryd 77:1                 | Stensättning                |              | Lommaryd, Småland   |       | 57.863208, 14.751012 | 10062700770001 | Ladda upp en bild av detta fornminne      |
| Lommaryd 78:1                 | Gravfält                    |              | Lommaryd, Småland   |       | 57.873409, 14.731566 | 10062700780001 | Ladda upp en bild av detta fornminne      |
| Lommaryd 78:2                 | Stensättning                |              | Lommaryd, Småland   |       | 57.873059, 14.731591 | 10062700780002 | Ladda upp en bild av detta fornminne      |
| Lommaryd 79:1                 | Gravfält                    |              | Lommaryd, Småland   |       | 57.867645, 14.686332 | 10062700790001 | Ladda upp en bild av detta fornminne      |
| Lommaryd 80:1                 | Stenkrets                   |              | Lommaryd, Småland   |       | 57.866371, 14.683832 | 10062700800001 | Ladda upp en bild av detta fornminne      |
| Lommaryd 80:2                 | Stenkrets                   |              | Lommaryd, Småland   |       | 57.866445, 14.684083 | 10062700800002 | Ladda upp en bild av detta fornminne      |
| Lommaryd 83:1                 | Stenkrets                   |              | Lommaryd, Småland   |       | 57.889057, 14.700794 | 10062700830001 | Ladda upp en bild av detta fornminne      |
| Lommaryd 83:2                 | Grav markerad av sten/block |              | Lommaryd, Småland   |       | 57.889070, 14.700790 | 10062700830002 | Ladda upp en bild av detta fornminne      |
| Lommaryd 83:3                 | Grav markerad av sten/block |              | Lommaryd, Småland   |       | 57.889100, 14.700780 | 10062700830003 | Ladda upp en bild av detta fornminne      |
| Lommaryd 85:1                 | Stensättning                |              | Lommaryd, Småland   |       | 57.879739, 14.695611 | 10062700850001 | Ladda upp en bild av detta fornminne      |
| Lommaryd 90:1                 | Stensättning                |              | Lommaryd, Småland   |       | 57.852589, 14.790361 | 10062700900001 | Ladda upp en bild av detta fornminne      |
| Lommaryd 91:1                 | Stensättning                |              | Lommaryd, Småland   |       | 57.878747, 14.770422 | 10062700910001 | Ladda upp en bild av detta fornminne      |
| Lommaryd 92:1                 | Hög                         |              | Lommaryd, Småland   |       | 57.870356, 14.794175 | 10062700920001 | Ladda upp en bild av detta fornminne      |
| Lommaryd 93:1                 | Gravfält                    |              | Lommaryd, Småland   |       | 57.914660, 14.737478 | 10062700930001 | Ladda upp en bild av detta fornminne      |
| Lommaryd 96:1                 | Stensättning                |              | Lommaryd, Småland   |       | 57.876904, 14.656778 | 10062700960001 | Ladda upp en bild av detta fornminne      |
| Lommaryd 97:1                 | Grav markerad av sten/block |              | Lommaryd, Småland   |       | 57.884804, 14.747174 | 10062700970001 | Ladda upp en bild av detta fornminne      |
| Lommaryd 98:1                 | Gravfält                    |              | Lommaryd, Småland   |       | 57.930011, 14.734288 | 10062700980001 | Ladda upp en bild av detta fornminne      |
| Lommaryd 110:1                | Stensättning                |              | Lommaryd, Småland   |       | 57.895832, 14.726495 | 10062701100001 | Ladda upp en bild av detta fornminne      |
| Lommaryd 110:2                | Röse                        |              | Lommaryd, Småland   |       | 57.895479, 14.726420 | 10062701100002 | Ladda upp en bild av detta fornminne      |
| Lommaryd 111:1                | Stensättning                |              | Lommaryd, Småland   |       | 57.895514, 14.725346 | 10062701110001 | Ladda upp en bild av detta fornminne      |
| Lommaryd 111:2                | Stensättning                |              | Lommaryd, Småland   |       | 57.895534, 14.725000 | 10062701110002 | Ladda upp en bild av detta fornminne      |
| Lommaryd 112:1                | Stensättning                |              | Lommaryd, Småland   |       | 57.891800, 14.723600 | 10062701120001 | Ladda upp en bild av detta fornminne      |
| Lommaryd 114:1                | Stenkrets                   |              | Lommaryd, Småland   |       | 57.887785, 14.721406 | 10062701140001 | Ladda upp en bild av detta fornminne      |
| Lommaryd 114:2                | Stenkrets                   |              | Lommaryd, Småland   |       | 57.887873, 14.721459 | 10062701140002 | Ladda upp en bild av detta fornminne      |
| Lommaryd 114:3                | Stenkrets                   |              | Lommaryd, Småland   |       | 57.887962, 14.721512 | 10062701140003 | Ladda upp en bild av detta fornminne      |
| Lommaryd 114:4                | Stenkrets                   |              | Lommaryd, Småland   |       | 57.887875, 14.721588 | 10062701140004 | Ladda upp en bild av detta fornminne      |
| Lommaryd 122:1                | Stensättning                |              | Lommaryd, Småland   |       | 57.883646, 14.756297 | 10062701220001 | Ladda upp en bild av detta fornminne      |
| Lommaryd 125:1                | Stensättning                |              | Lommaryd, Småland   |       | 57.880228, 14.751927 | 10062701250001 | Ladda upp en bild av detta fornminne      |
| Lommaryd 134:1                | Stensättning                |              | Lommaryd, Småland   |       | 57.885608, 14.783932 | 10062701340001 | Ladda upp en bild av detta fornminne      |
| Lommaryd 134:2                | Stensättning                |              | Lommaryd, Småland   |       | 57.885749, 14.783899 | 10062701340002 | Ladda upp en bild av detta fornminne      |
| Lommaryd 145:1                | Stensättning                |              | Lommaryd, Småland   |       | 57.878703, 14.769226 | 10062701450001 | Ladda upp en bild av detta fornminne      |
| Lommaryd 149:1                | Stensättning                |              | Lommaryd, Småland   |       | 57.873414, 14.784964 | 10062701490001 | Ladda upp en bild av detta fornminne      |
| Lommaryd 149:2                | Hög                         |              | Lommaryd, Småland   |       | 57.873469, 14.785096 | 10062701490002 | Ladda upp en bild av detta fornminne      |
| Lommaryd 149:3                | Stensättning                |              | Lommaryd, Småland   |       | 57.873567, 14.785127 | 10062701490003 | Ladda upp en bild av detta fornminne      |
| Lommaryd 152:1                | Stensättning                |              | Lommaryd, Småland   |       | 57.870055, 14.762786 | 10062701520001 | Ladda upp en bild av detta fornminne      |
| Lommaryd 169:1                | Stensättning                |              | Lommaryd, Småland   |       | 57.871596, 14.733511 | 10062701690001 | Ladda upp en bild av detta fornminne      |
| Lommaryd 174:1                | Stensättning                |              | Lommaryd, Småland   |       | 57.882649, 14.726530 | 10062701740001 | Ladda upp en bild av detta fornminne      |
| Lommaryd 183:1                | Hög                         |              | Lommaryd, Småland   |       | 57.860372, 14.779579 | 10062701830001 | Ladda upp en bild av detta fornminne      |
| Lommaryd 216:1                | Stensättning                |              | Lommaryd, Småland   |       | 57.874165, 14.764482 | 10062702160001 | Ladda upp en bild av detta fornminne      |
| Lommaryd 220:1                | Stensättning                |              | Lommaryd, Småland   |       | 57.864468, 14.796607 | 10062702200001 | Ladda upp en bild av detta fornminne      |
| Lommaryd 221:1                | Röse                        |              | Lommaryd, Småland   |       | 57.880778, 14.797132 | 10062702210001 | Ladda upp en bild av detta fornminne      |
| Lommaryd 226:1                | Stensättning                |              | Lommaryd, Småland   |       | 57.913712, 14.805731 | 10062702260001 | Ladda upp en bild av detta fornminne      |
| Lommaryd 230:1                | Gravfält                    |              | Lommaryd, Småland   |       | 57.866239, 14.682276 | 10062702300001 | Ladda upp en bild av detta fornminne      |
| Lommaryd 239:1                | Röse                        |              | Lommaryd, Småland   |       | 57.854514, 14.648804 | 10062702390001 | Ladda upp en bild av detta fornminne      |
| Lommaryd 240:1                | Röse                        |              | Lommaryd, Småland   |       | 57.882088, 14.641841 | 10062702400001 | Ladda upp en bild av detta fornminne      |
| Lommaryd 242:1                | Röse                        |              | Lommaryd, Småland   |       | 57.879959, 14.646029 | 10062702420001 | Ladda upp en bild av detta fornminne      |
| Lommaryd 242:2                | Stensättning                |              | Lommaryd, Småland   |       | 57.880076, 14.646025 | 10062702420002 | Ladda upp en bild av detta fornminne      |
| Lommaryd 244:1                | Gravfält                    |              | Lommaryd, Småland   |       | 57.882842, 14.641293 | 10062702440001 | Ladda upp en bild av detta fornminne      |
| Lommaryd 261:1                | Gravfält                    |              | Lommaryd, Småland   |       | 57.911657, 14.724503 | 10062702610001 | Ladda upp en bild av detta fornminne      |
| Lommaryd 262:1                | Stensättning                |              | Lommaryd, Småland   |       | 57.913501, 14.725374 | 10062702620001 | Ladda upp en bild av detta fornminne      |
| Lommaryd 262:2                | Stensättning                |              | Lommaryd, Småland   |       | 57.913283, 14.725120 | 10062702620002 | Ladda upp en bild av detta fornminne      |
| Lommaryd 269:1                | Röse                        |              | Lommaryd, Småland   |       | 57.923765, 14.760787 | 10062702690001 | Ladda upp en bild av detta fornminne      |
| Lommaryd 270:1                | Stensättning                |              | Lommaryd, Småland   |       | 57.918108, 14.749075 | 10062702700001 | Ladda upp en bild av detta fornminne      |
| Lommaryd 271:1                | Röse                        |              | Lommaryd, Småland   |       | 57.910746, 14.739169 | 10062702710001 | Ladda upp en bild av detta fornminne      |
| Lommaryd 276:1                | Gravfält                    |              | Lommaryd, Småland   |       | 57.915109, 14.740339 | 10062702760001 | Ladda upp en bild av detta fornminne      |
| Lommaryd 284:1                | Röse                        |              | Lommaryd, Småland   |       | 57.937421, 14.733028 | 10062702840001 | Ladda upp en bild av detta fornminne      |
| Lommaryd 290:1                | Hög                         |              | Lommaryd, Småland   |       | 57.917458, 14.784565 | 10062702900001 | Ladda upp en bild av detta fornminne      |
| Lommaryd 295:1                | Stensättning                |              | Lommaryd, Småland   |       | 57.904539, 14.687440 | 10062702950001 | Ladda upp en bild av detta fornminne      |
| Lommaryd 309:1                | Röse                        |              | Lommaryd, Småland   |       | 57.852929, 14.748391 | 10062703090001 | Ladda upp en bild av detta fornminne      |
| Lommaryd 314:1                | Röse                        |              | Lommaryd, Småland   |       | 57.856040, 14.761606 | 10062703140001 | Ladda upp en bild av detta fornminne      |
| Lommaryd 317:1                | Hög                         |              | Lommaryd, Småland   |       | 57.893960, 14.743225 | 10062703170001 | Ladda upp en bild av detta fornminne      |
| Lommaryd 320:1                | Stenkammargrav              |              | Lommaryd, Småland   |       | 57.856150, 14.804299 | 10062703200001 | Ladda upp en bild av detta fornminne      |
| Lommaryd 384                  | Röse                        |              | Lommaryd, Småland   |       | 57.939044, 14.751170 | 12000000066035 | Ladda upp en bild av detta fornminne      |
| Lommaryd 429                  | Stensättning                |              | Lommaryd, Småland   |       | 57.915821, 14.799395 | 12000000107983 | Ladda upp en bild av detta fornminne      |
| Lommaryd 432                  | Röse                        |              | Lommaryd, Småland   |       | 57.911539, 14.736494 | 12000000114572 | Ladda upp en bild av detta fornminne      |

## Marbäck
| Namn                   | Lämningstyp     | Tillkomsttid | Historisk indelning | Plats | Läge                 | ID-nr          | Bild                                 |
| ---------------------- | --------------- | ------------ | ------------------- | ----- | -------------------- | -------------- | ------------------------------------ |
| Marbäck 24:1           | Röse            |              | Marbäck, Småland    |       | 57.848063, 14.848736 | 10063000240001 | Ladda upp en bild av detta fornminne |
| Marbäck 29:2           | Stensättning    |              | Marbäck, Småland    |       | 57.851628, 14.860539 | 10063000290002 | Ladda upp en bild av detta fornminne |
| Marbäck 33:2           | Stensättning    |              | Marbäck, Småland    |       | 57.845007, 14.863394 | 10063000330002 | Ladda upp en bild av detta fornminne |
| Marbäck 33:3           | Stensättning    |              | Marbäck, Småland    |       | 57.844812, 14.863370 | 10063000330003 | Ladda upp en bild av detta fornminne |
| Marbäck 35:1           | Slott/herresäte |              | Marbäck, Småland    |       | 57.854430, 14.838645 | 10063000350001 | Ladda upp en bild av detta fornminne |
| Marbäck 36:1           | Hög             |              | Marbäck, Småland    |       | 57.867732, 14.853245 | 10063000360001 | Ladda upp en bild av detta fornminne |
| Marbäck 38:1           | Stensättning    |              | Marbäck, Småland    |       | 57.863310, 14.853681 | 10063000380001 | Ladda upp en bild av detta fornminne |
| Marbäck 39:1           | Hög             |              | Marbäck, Småland    |       | 57.859689, 14.859016 | 10063000390001 | Ladda upp en bild av detta fornminne |
| Marbäck 39:2           | Hög             |              | Marbäck, Småland    |       | 57.859609, 14.858887 | 10063000390002 | Ladda upp en bild av detta fornminne |
| Marbäck 39:3           | Stensättning    |              | Marbäck, Småland    |       | 57.859703, 14.858840 | 10063000390003 | Ladda upp en bild av detta fornminne |
| Marbäck 44:1           | Gravfält        |              | Marbäck, Småland    |       | 57.887022, 14.834120 | 10063000440001 | Ladda upp en bild av detta fornminne |
| Marbäck 44:2           | Hög             |              | Marbäck, Småland    |       | 57.887358, 14.834630 | 10063000440002 | Ladda upp en bild av detta fornminne |
| Marbäck 44:4           | Stensättning    |              | Marbäck, Småland    |       | 57.887394, 14.834774 | 10063000440004 | Ladda upp en bild av detta fornminne |
| Marbäck 45:1           | Gravfält        |              | Marbäck, Småland    |       | 57.883933, 14.881720 | 10063000450001 | Ladda upp en bild av detta fornminne |
| Marbäck 49:1           | Stensättning    |              | Marbäck, Småland    |       | 57.853972, 14.820814 | 10063000490001 | Ladda upp en bild av detta fornminne |
| Marbäck 50:1           | Stensättning    |              | Marbäck, Småland    |       | 57.855053, 14.820318 | 10063000500001 | Ladda upp en bild av detta fornminne |
| Marbäck 50:2           | Stensättning    |              | Marbäck, Småland    |       | 57.855123, 14.820059 | 10063000500002 | Ladda upp en bild av detta fornminne |
| Marbäck 50:3           | Stensättning    |              | Marbäck, Småland    |       | 57.855206, 14.820779 | 10063000500003 | Ladda upp en bild av detta fornminne |
| Marbäck 51:1           | Hög             |              | Marbäck, Småland    |       | 57.849777, 14.821666 | 10063000510001 | Ladda upp en bild av detta fornminne |
| Marbäck 52:1           | Stenkammargrav  |              | Marbäck, Småland    |       | 57.853317, 14.814831 | 10063000520001 | Ladda upp en bild av detta fornminne |
| Marbäck 52:2           | Stensättning    |              | Marbäck, Småland    |       | 57.853096, 14.814474 | 10063000520002 | Ladda upp en bild av detta fornminne |
| Marbäck 53:1           | Hög             |              | Marbäck, Småland    |       | 57.851815, 14.814764 | 10063000530001 | Ladda upp en bild av detta fornminne |
| Marbäck 57:1           | Röse            |              | Marbäck, Småland    |       | 57.873425, 14.917386 | 10063000570001 | Ladda upp en bild av detta fornminne |
| Marbäck 57:2           | Stenkrets       |              | Marbäck, Småland    |       | 57.873357, 14.917478 | 10063000570002 | Ladda upp en bild av detta fornminne |
| Marbäck 58:1           | Hög             |              | Marbäck, Småland    |       | 57.856281, 14.829843 | 10063000580001 | Ladda upp en bild av detta fornminne |
| Marbäck 59:1           | Stensättning    |              | Marbäck, Småland    |       | 57.860593, 14.827835 | 10063000590001 | Ladda upp en bild av detta fornminne |
| Marbäck 60:1           | Gravfält        |              | Marbäck, Småland    |       | 57.857681, 14.823195 | 10063000600001 | Ladda upp en bild av detta fornminne |
| Marbäck 61:1           | Stensättning    |              | Marbäck, Småland    |       | 57.856279, 14.817879 | 10063000610001 | Ladda upp en bild av detta fornminne |
| Marbäck 62:1           | Stensättning    |              | Marbäck, Småland    |       | 57.857663, 14.820711 | 10063000620001 | Ladda upp en bild av detta fornminne |
| Marbäck 63:1           | Stensättning    |              | Marbäck, Småland    |       | 57.857176, 14.816770 | 10063000630001 | Ladda upp en bild av detta fornminne |
| Marbäck 64:1           | Stensättning    |              | Marbäck, Småland    |       | 57.858308, 14.819125 | 10063000640001 | Ladda upp en bild av detta fornminne |
| Marbäck 64:2           | Stensättning    |              | Marbäck, Småland    |       | 57.857915, 14.819373 | 10063000640002 | Ladda upp en bild av detta fornminne |
| Marbäck 64:3           | Stensättning    |              | Marbäck, Småland    |       | 57.858587, 14.819199 | 10063000640003 | Ladda upp en bild av detta fornminne |
| Marbäck 64:4           | Stensättning    |              | Marbäck, Småland    |       | 57.857900, 14.819754 | 10063000640004 | Ladda upp en bild av detta fornminne |
| Marbäck 65:1           | Stensättning    |              | Marbäck, Småland    |       | 57.858904, 14.817424 | 10063000650001 | Ladda upp en bild av detta fornminne |
| Marbäck 66:1           | Stenkrets       |              | Marbäck, Småland    |       | 57.846962, 14.881435 | 10063000660001 | Ladda upp en bild av detta fornminne |
| Marbäck 66:2           | Stenkrets       |              | Marbäck, Småland    |       | 57.846998, 14.881242 | 10063000660002 | Ladda upp en bild av detta fornminne |
| Marbäck 66:3           | Stenkrets       |              | Marbäck, Småland    |       | 57.846807, 14.881268 | 10063000660003 | Ladda upp en bild av detta fornminne |
| Marbäck 67:1           | Stensättning    |              | Marbäck, Småland    |       | 57.891530, 14.831101 | 10063000670001 | Ladda upp en bild av detta fornminne |
| Marbäck 68:1           | Stensättning    |              | Marbäck, Småland    |       | 57.896224, 14.845779 | 10063000680001 | Ladda upp en bild av detta fornminne |
| Marbäck 69:1           | Gravfält        |              | Marbäck, Småland    |       | 57.862055, 14.857368 | 10063000690001 | Ladda upp en bild av detta fornminne |
| Marbäck 70:1           | Gravfält        |              | Marbäck, Småland    |       | 57.830468, 14.858589 | 10063000700001 | Ladda upp en bild av detta fornminne |
| Marbäck 71:1           | Röse            |              | Marbäck, Småland    |       | 57.843017, 14.865393 | 10063000710001 | Ladda upp en bild av detta fornminne |
| Marbäck 73:1           | Stensättning    |              | Marbäck, Småland    |       | 57.853126, 14.821713 | 10063000730001 | Ladda upp en bild av detta fornminne |
| Marbäck 73:2           | Stensättning    |              | Marbäck, Småland    |       | 57.853013, 14.821714 | 10063000730002 | Ladda upp en bild av detta fornminne |
| Marbäck 74:1           | Stensättning    |              | Marbäck, Småland    |       | 57.902111, 14.906523 | 10063000740001 | Ladda upp en bild av detta fornminne |
| Marbäck 76:1           | Stensättning    |              | Marbäck, Småland    |       | 57.860559, 14.814300 | 10063000760001 | Ladda upp en bild av detta fornminne |
| Marbäck 77:1           | Stensättning    |              | Marbäck, Småland    |       | 57.857497, 14.824182 | 10063000770001 | Ladda upp en bild av detta fornminne |
| Marbäck 77:2           | Stensättning    |              | Marbäck, Småland    |       | 57.857150, 14.823886 | 10063000770002 | Ladda upp en bild av detta fornminne |
| Marbäck 77:3           | Stensättning    |              | Marbäck, Småland    |       | 57.857121, 14.823542 | 10063000770003 | Ladda upp en bild av detta fornminne |
| Marbäck 80:1           | Röse            |              | Marbäck, Småland    |       | 57.841228, 14.865485 | 10063000800001 | Ladda upp en bild av detta fornminne |
| Marbäck 81:1           | Stensättning    |              | Marbäck, Småland    |       | 57.863575, 14.855902 | 10063000810001 | Ladda upp en bild av detta fornminne |
| Flottön (Marbäck 83:1) | Hög             |              | Marbäck, Småland    |       | 57.863596, 14.818971 | 10063000830001 | Ladda upp en bild av detta fornminne |
| Marbäck 131:1          | Stensättning    |              | Marbäck, Småland    |       | 57.838419, 14.858492 | 10063001310001 | Ladda upp en bild av detta fornminne |
| Marbäck 132:1          | Stensättning    |              | Marbäck, Småland    |       | 57.838010, 14.860130 | 10063001320001 | Ladda upp en bild av detta fornminne |
| Marbäck 132:2          | Stensättning    |              | Marbäck, Småland    |       | 57.838165, 14.860055 | 10063001320002 | Ladda upp en bild av detta fornminne |
| Marbäck 134:1          | Stensättning    |              | Marbäck, Småland    |       | 57.835445, 14.855783 | 10063001340001 | Ladda upp en bild av detta fornminne |
| Marbäck 139:1          | Stensättning    |              | Marbäck, Småland    |       | 57.828068, 14.861053 | 10063001390001 | Ladda upp en bild av detta fornminne |
| Marbäck 139:2          | Stensättning    |              | Marbäck, Småland    |       | 57.827865, 14.861036 | 10063001390002 | Ladda upp en bild av detta fornminne |
| Marbäck 166            | Stensättning    |              | Marbäck, Småland    |       | 57.853927, 14.816096 | 12000000042559 | Ladda upp en bild av detta fornminne |
| Marbäck 186            | Röse            |              | Marbäck, Småland    |       | 57.866754, 14.851516 | 12000000097991 | Ladda upp en bild av detta fornminne |

## Vireda
| Namn         | Lämningstyp  | Tillkomsttid | Historisk indelning | Plats | Läge                 | ID-nr          | Bild                                 |
| ------------ | ------------ | ------------ | ------------------- | ----- | -------------------- | -------------- | ------------------------------------ |
| Vireda 2:1   | Röse         |              | Vireda, Småland     |       | 57.908606, 14.609724 | 10067900020001 | Ladda upp en bild av detta fornminne |
| Vireda 2:2   | Röse         |              | Vireda, Småland     |       | 57.908720, 14.609271 | 10067900020002 | Ladda upp en bild av detta fornminne |
| Vireda 7:1   | Stensättning |              | Vireda, Småland     |       | 57.915332, 14.610973 | 10067900070001 | Ladda upp en bild av detta fornminne |
| Vireda 7:2   | Röse         |              | Vireda, Småland     |       | 57.915262, 14.610590 | 10067900070002 | Ladda upp en bild av detta fornminne |
| Vireda 7:3   | Röse         |              | Vireda, Småland     |       | 57.915316, 14.610419 | 10067900070003 | Ladda upp en bild av detta fornminne |
| Vireda 8:1   | Röse         |              | Vireda, Småland     |       | 57.914350, 14.611062 | 10067900080001 | Ladda upp en bild av detta fornminne |
| Vireda 15:1  | Stensättning |              | Vireda, Småland     |       | 57.941649, 14.602377 | 10067900150001 | Ladda upp en bild av detta fornminne |
| Vireda 16:1  | Röse         |              | Vireda, Småland     |       | 57.923179, 14.624688 | 10067900160001 | Ladda upp en bild av detta fornminne |
| Vireda 19:1  | Stensättning |              | Vireda, Småland     |       | 57.916123, 14.541850 | 10067900190001 | Ladda upp en bild av detta fornminne |
| Vireda 19:2  | Stenkrets    |              | Vireda, Småland     |       | 57.916038, 14.541697 | 10067900190002 | Ladda upp en bild av detta fornminne |
| Vireda 19:3  | Stenkrets    |              | Vireda, Småland     |       | 57.916195, 14.541743 | 10067900190003 | Ladda upp en bild av detta fornminne |
| Vireda 19:4  | Stenkrets    |              | Vireda, Småland     |       | 57.916264, 14.542208 | 10067900190004 | Ladda upp en bild av detta fornminne |
| Vireda 23:1  | Hög          |              | Vireda, Småland     |       | 57.914856, 14.654132 | 10067900230001 | Ladda upp en bild av detta fornminne |
| Vireda 24:1  | Gravfält     |              | Vireda, Småland     |       | 57.915876, 14.648289 | 10067900240001 | Ladda upp en bild av detta fornminne |
| Vireda 28:1  | Stensättning |              | Vireda, Småland     |       | 57.915153, 14.536671 | 10067900280001 | Ladda upp en bild av detta fornminne |
| Vireda 28:2  | Stensättning |              | Vireda, Småland     |       | 57.915194, 14.536455 | 10067900280002 | Ladda upp en bild av detta fornminne |
| Vireda 28:3  | Stensättning |              | Vireda, Småland     |       | 57.915271, 14.536343 | 10067900280003 | Ladda upp en bild av detta fornminne |
| Vireda 28:4  | Stensättning |              | Vireda, Småland     |       | 57.915377, 14.536282 | 10067900280004 | Ladda upp en bild av detta fornminne |
| Vireda 29:1  | Stenkrets    |              | Vireda, Småland     |       | 57.917125, 14.540792 | 10067900290001 | Ladda upp en bild av detta fornminne |
| Vireda 29:2  | Stenkrets    |              | Vireda, Småland     |       | 57.917230, 14.540825 | 10067900290002 | Ladda upp en bild av detta fornminne |
| Vireda 29:3  | Stenkrets    |              | Vireda, Småland     |       | 57.917323, 14.540845 | 10067900290003 | Ladda upp en bild av detta fornminne |
| Vireda 54:1  | Stensättning |              | Vireda, Småland     |       | 57.914417, 14.609307 | 10067900540001 | Ladda upp en bild av detta fornminne |
| Vireda 91:1  | Röse         |              | Vireda, Småland     |       | 57.924584, 14.617992 | 10067900910001 | Ladda upp en bild av detta fornminne |
| Vireda 91:2  | Stensättning |              | Vireda, Småland     |       | 57.924480, 14.618050 | 10067900910002 | Ladda upp en bild av detta fornminne |
| Vireda 91:3  | Stensättning |              | Vireda, Småland     |       | 57.924792, 14.617924 | 10067900910003 | Ladda upp en bild av detta fornminne |
| Vireda 91:4  | Röse         |              | Vireda, Småland     |       | 57.924491, 14.617529 | 10067900910004 | Ladda upp en bild av detta fornminne |
| Vireda 91:5  | Stensättning |              | Vireda, Småland     |       | 57.924380, 14.617533 | 10067900910005 | Ladda upp en bild av detta fornminne |
| Vireda 91:6  | Röse         |              | Vireda, Småland     |       | 57.924272, 14.617537 | 10067900910006 | Ladda upp en bild av detta fornminne |
| Vireda 107:1 | Stensättning |              | Vireda, Småland     |       | 57.919971, 14.646537 | 10067901070001 | Ladda upp en bild av detta fornminne |